# Heinrich Natter
Heinrich Natter (Curon Venosta, 16 marzo 1844 – Vienna, 13 aprile 1892) è stato uno scultore austriaco.
Ha realizzato monumenti che ancora oggi si trovano nelle piazze di Zurigo, Lipsia, Innsbruck, Vienna e Bolzano. Le sue opere più conosciute sono:
- il monumento a Joseph Haydn a Vienna (1887);
- le sculture del Burgtheater di Vienna (1887);
- il monumento ad Andreas Hofer sul Bergisel, presso Innsbruck;
- il monumento ad Ulrico Zwingli nella Wasserkirche di Zurigo;
- la statua di Walther von der Vogelweide a Bolzano (1889);
- la statua dell'ultimo langravio d'Assia, Federico Guglielmo I, nel castello di Hořovice.

## Galleria d'immagini

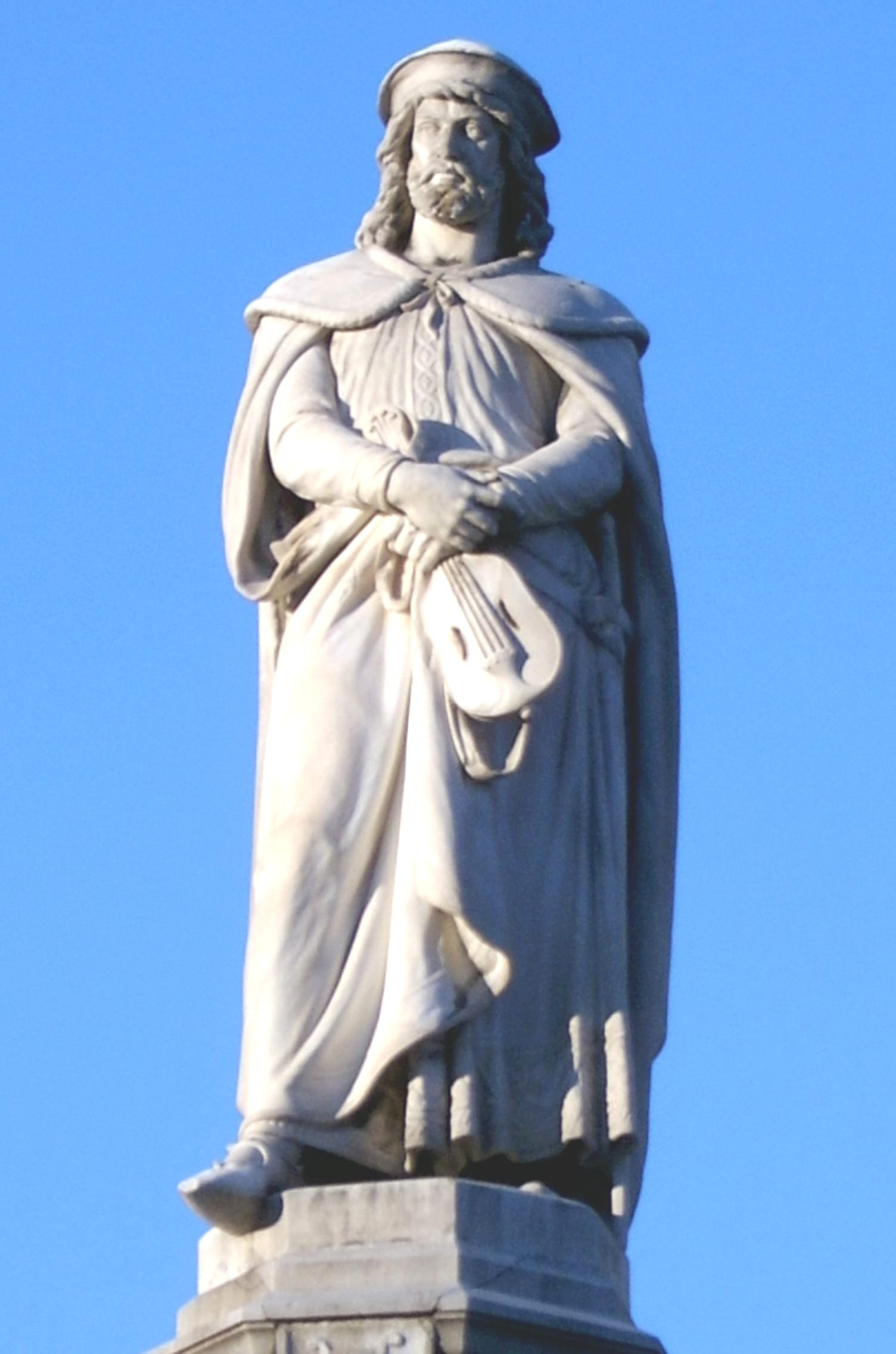
Il monumento a Walther von der Vogelweide a Bolzano
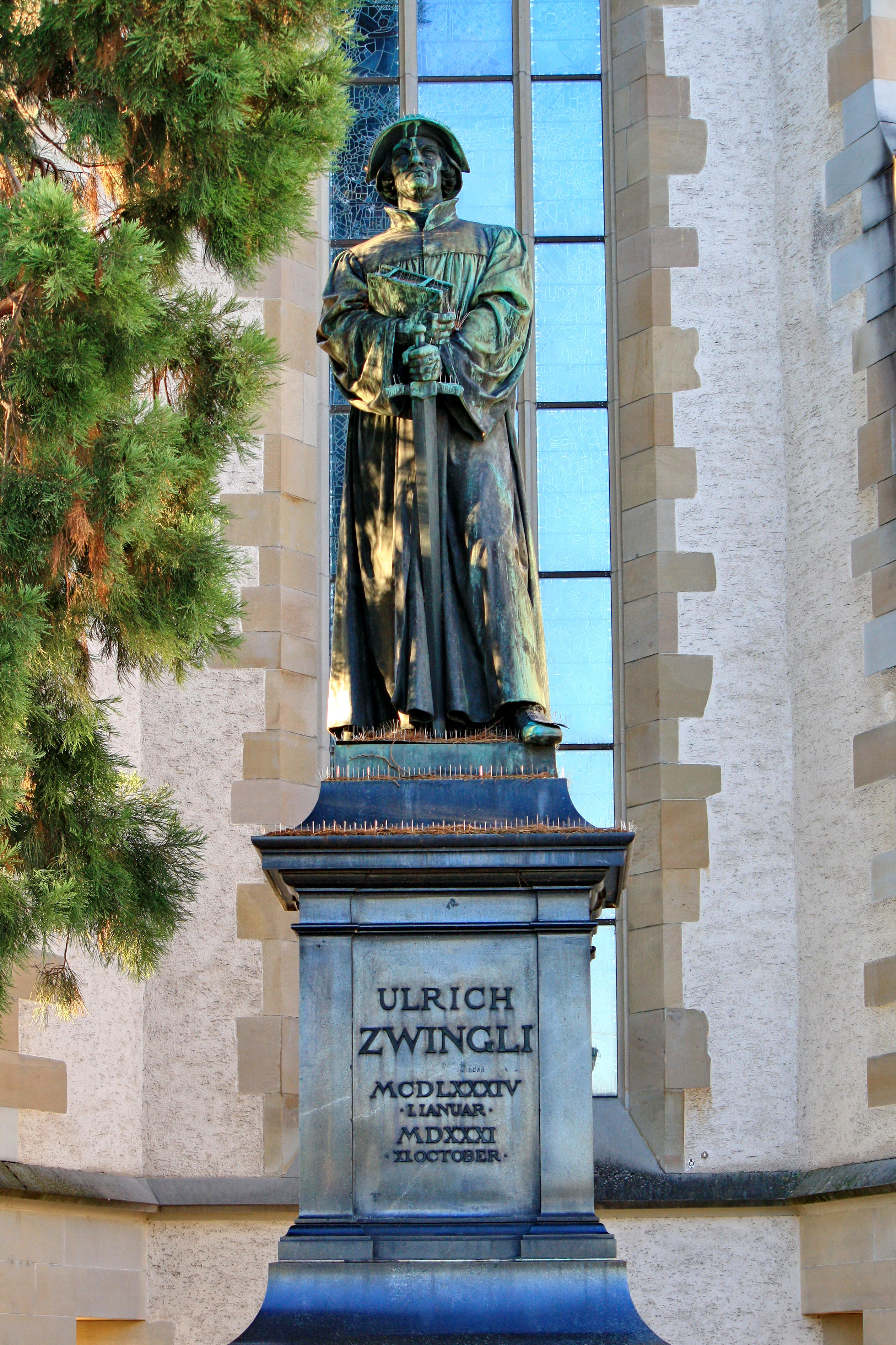
Il monumento a Zwingli a Zurigo
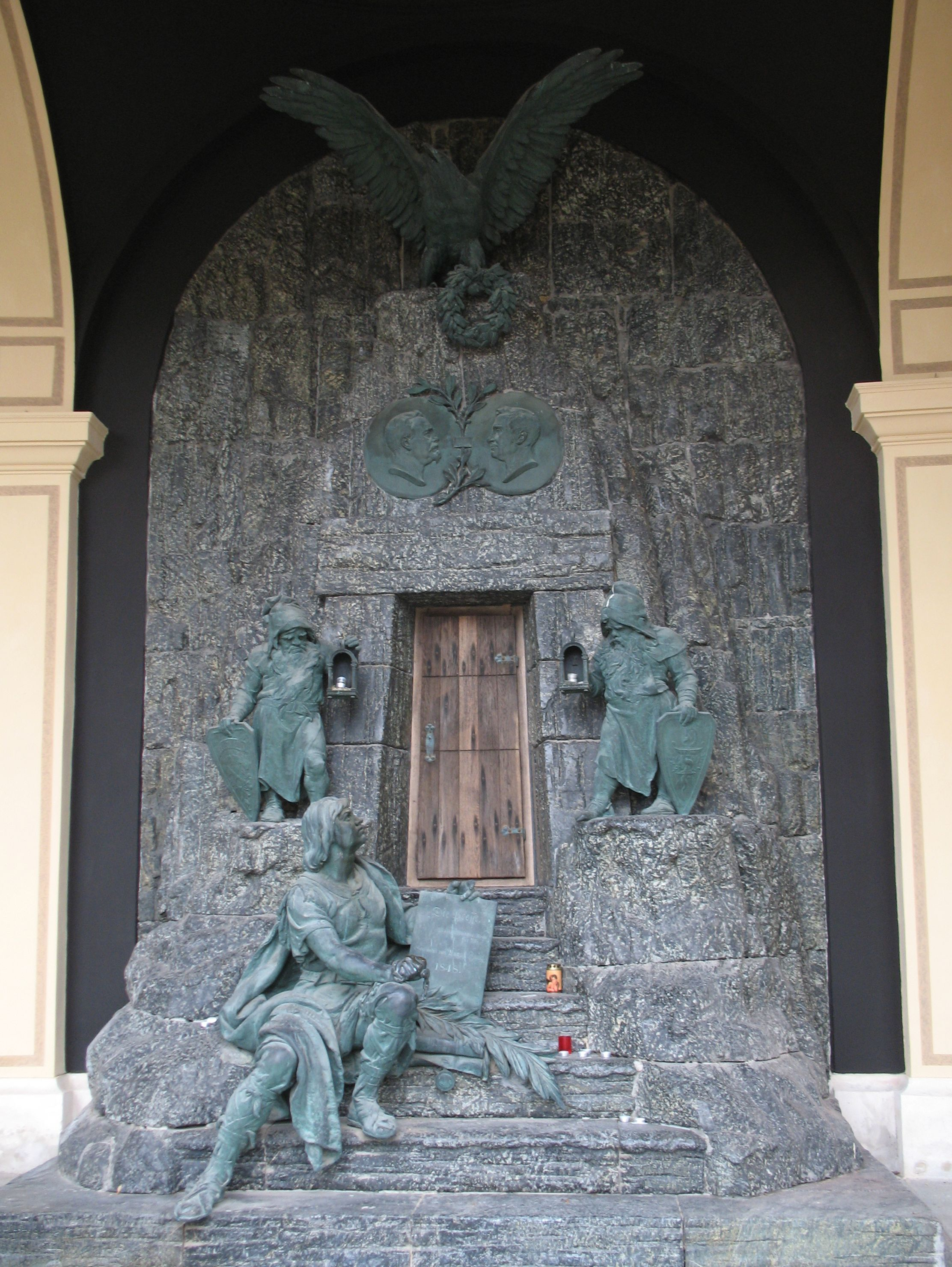
Monumento funebre a August Zang al Zentralfriedhof di Vienna